# بوند ستريت

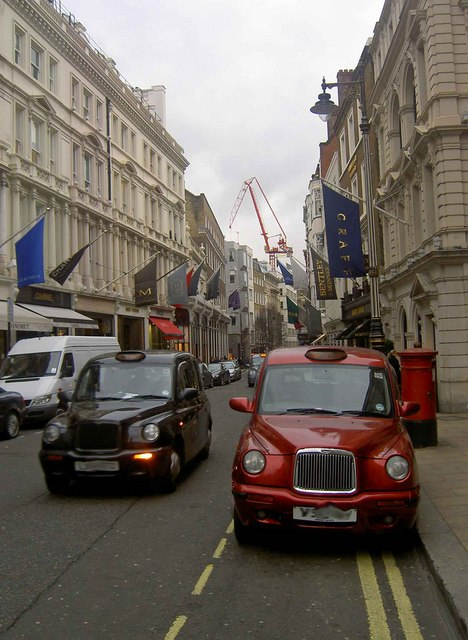
تكاسي لندن - بوند ستريت.

بوند ستريت هي من الشوارع الشهيرة في الوست اند في لندن.
يمتد الشارع ما بين «أكسفورد ستريت» ومنطقة الـ «بيكاديلي». يعرف القسم الشمالي الأقرب إلى «أكسفورد ستريت» باسم «نيو بوند ستريت»، أما القسم الجنوبي فيُشار له باسم «أولد بوند ستريت». يشتهر الشارع عموما بمحلاته الراقية جدا.